# لحقي

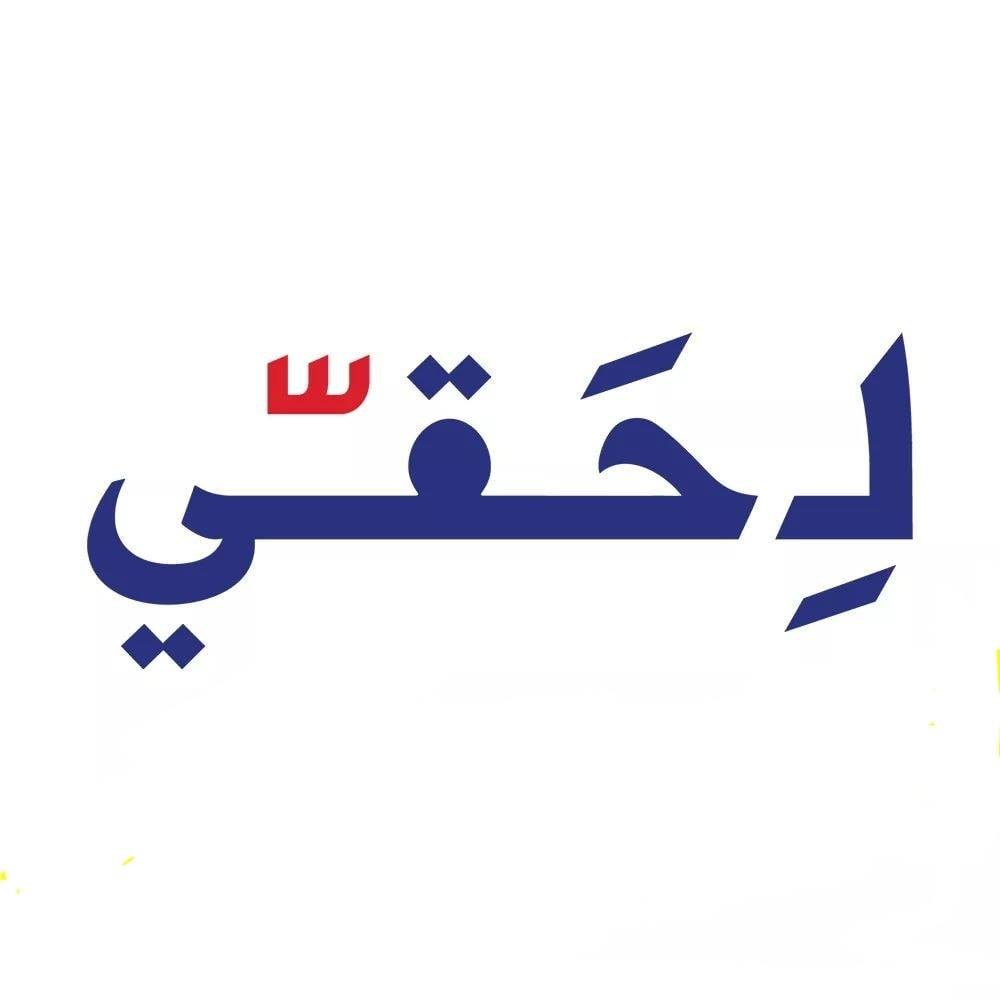
شعار لِحَقيّ

لِحَقّي هي منظمة سياسية تقدمية شعبية في لبنان، تأسست كحملة يقودها الشباب للانتخابات البرلمانية لعام 2018، وسرعان ما أصبحت حركة بارزة مناهضة للمؤسسة ولعبت دورًا رئيسيًا في التحريض على الحركة الاحتجاجية لعام 2019، تعني كلمة لحقي "من أجل حقي"، وان شعارها الأساسي هو "السلطة للشعب"، وبنيتها الداخلية مبنية على مبادئ اللامركزية والأفقية [الإنجليزية] والديمقراطية التشاركية، ومن الناحية الإيديولوجية، لا تتبع الجماعة أي عقيدة معينة، لكن خطابها السياسي يندرج إلى حد كبير تحت فئة الشعبوية اليسارية.

## تاريخ

### الحملة الانتخابية (2017–2018)
تأسست "لحقي" في دائرة الشوف-عاليه الانتخابية قبل الانتخابات النيابية 2018، وشكلت قائمة مع الحلفاء تحت مظلة "كلنا وطني"، على الرغم من عدم انتخاب أي من مرشحيها لعضوية البرلمان، إلا أن القائمة جمعت ما يقل عن 10000 صوت (9987).
وبدلاً من تشكيلها حول مرشحين يقومون بعد ذلك بتجنيد متطوعين، تم تشكيل حملة "لحقي" الانتخابية من القاعدة إلى القمة، من خلال التوسع على المستوى الشعبي وتجنيد الناشطين، يليه اختيار المرشحين من خلال عملية ديمقراطية داخلية، ضمنت هذه العملية أن الشعبية والتأثير بين الأعضاء، وليس الوضع الاجتماعي أو الموارد، هي التي تحدد من يجب أن يترشح، وقد تم رفض المنهجية التصاعدية من قبل مرشحي المعارضة الآخرين في المنطقة، مما أدى إلى ظهور قائمة أخرى في المنطقة تنافست على أصوات المعارضة.

### التنظيم السياسي (2018–الآن)
وبعد انتهاء الانتخابات النيابية 2018، عقدت مجموعة لحقي مؤتمراً لجمعية عمومية لتقييم نتائج الانتخابات وتحديد مصير الجماعة، وكان القرار بالتحول إلى تنظيم سياسي دائم. ومنذ ذلك الحين، شاركت المجموعة في معظم الحركات الاحتجاجية، وخاصة تلك التي تستهدف المؤسسة السياسية والاقتصادية في لبنان.

#### معارضة التقشف (2018–2019)
بين عامي 2018 و2019، قدمت الحكومة اللبنانية سلسلة من الإجراءات لخفض الإنفاق المالي وزيادة الإيرادات، حيث سعت الحكومة للحصول على تمويل أجنبي للمساعدة في مواجهة مستويات الديون العامة، كان التمويل، الذي تم التعهد به في مؤتمر سيدر في أبريل 2018 بشكل رئيسي من قبل البنك الدولي والدول الأجنبية، مشروطًا بقيام لبنان بضبط أوضاعه المالية العامة لخفض مستويات العجز، ورداً على سياسات التقشف التي اتبعتها الحكومة، وممارسة الضغط من أجل وضع خطة إنقاذ اقتصادي، نظمت مجموعة لحقي وغيره من الجماعات اليسارية أو ذات الميول اليسارية مظاهرات في بيروت، وحددت سلسلة من التدابير التقدمية التي يمكن للبلاد اعتمادها كوسيلة للخروج من الأزمة. ومع ذلك، ظلت الإصلاحات التي قامت بها السلطات اللبنانية محدودة ورمزية، مما أثار غضبًا شعبيًا أوسع ضد المؤسسة السياسية.

#### انتفاضة 17 أكتوبر
وبحلول صيف 2019، بدت الأزمات الاقتصادية والمالية وشيكة بشكل متزايد، وخاصة وأن الليرة اللبنانية فقدت قيمتها لأول مرة منذ عام 1997 عندما تم ربطها بالدولار. وفي 13 أكتوبر، اندلعت سلسلة من حرائق الغابات في لبنان، تركزت في منطقة الشوف، جنوب شرق بيروت، حيث نظم أعضاء "لحقي" وغيرهم من النشطاء الشعبيين استجابة مدنية لإرسال الدعم لرجال الإطفاء وإغاثة العائلات النازحة. وأدى فشل الحكومة اللبنانية في التعامل مع حرائق الغابات إلى زيادة الغضب الشعبي، وخاصة بعد الكشف عن فشل الحكومة في صيانة مروحيات مكافحة الحرائق التي تلقتها كهدايا في عام 2009، ورداً على ذلك، دعا أعضاء لحقي إلى تنظيم احتجاج على فشل الحكومة ودعم مطالب رجال الإطفاء بمنح الدولة حقوق العمل الكاملة، والذي تحول العمل الاحتجاجي في النهاية إلى انتفاضة.
وفي 17 تشرين الأول/أكتوبر، كشف تقرير لصحيفة الأخبار أن الحكومة أقرت في اجتماع مجلس الوزراء في اليوم السابق سلسلة من الضرائب التنازلية لزيادة الإيرادات. ومن بين هذه التدابير زيادة الضرائب على التبغ والبنزين، وزيادة ضريبة القيمة المضافة، وضريبة على مكالمات واتساب، وهو أمر لم يسمع عنه من قبل في أي مكان في العالم. وردًا على ذلك، دعت مجموعة العمل المباشر التابعة لـ لحقي إلى الاحتجاج في نفس اليوم، تلاه عدة دعوات مماثلة من قبل المؤثرين والناشطين؛ وبعد أن انتقل المتظاهرون من ساحة رياض الصلح في وسط بيروت إلى جسر فؤاد شهاب المركزي وأوقفوا حركة المرور، وتزايدت أعدادهم مع زيادة التغطية الإعلامية؛ وفي غضون ساعات قليلة، تحول الحشد الصغير إلى آلاف يسيرون عبر بيروت، ووقعت انتفاضة عفوية في معظم مناطق البلاد.
وخلال الأيام الأولى للانتفاضة، تمحورت مساهمة لحقي حول تعبئة العمل على المستوى الشعبي وتعزيز الخطاب الثوري؛ وبالتنسيق مع العديد من المجموعات والأحزاب الأخرى، دعت إلى الاستقالة الفورية لحكومة الحريري، وتشكيل حكومة مستقلة سياسياً لتفعيل خطة إنقاذ إقتصادية، وإحياء دور مساءلة القضاء، وتنظيم انتخابات نيابية مبكرة على أساس القانون الانتخابي جديد؛ وبعد استقالة حكومة الحريري في 29 تشرين الأول/أكتوبر، أطلق "لحقي" عملية تشاركية لصياغة برنامج سياسي كامل يترجم المطالب الشعبية لنقل لبنان إلى نظام سياسي واقتصادي جديد؛ تمت صياغة البرنامج من قبل أعضاء "لحقي" بناءً على مناقشات داخل المنظمة ومناقشات عامة في "خيام الثورة" في طرابلس وبيروت والشوف وعاليه وصيدا وصور وبعلبك.

## الأيديولوجيا

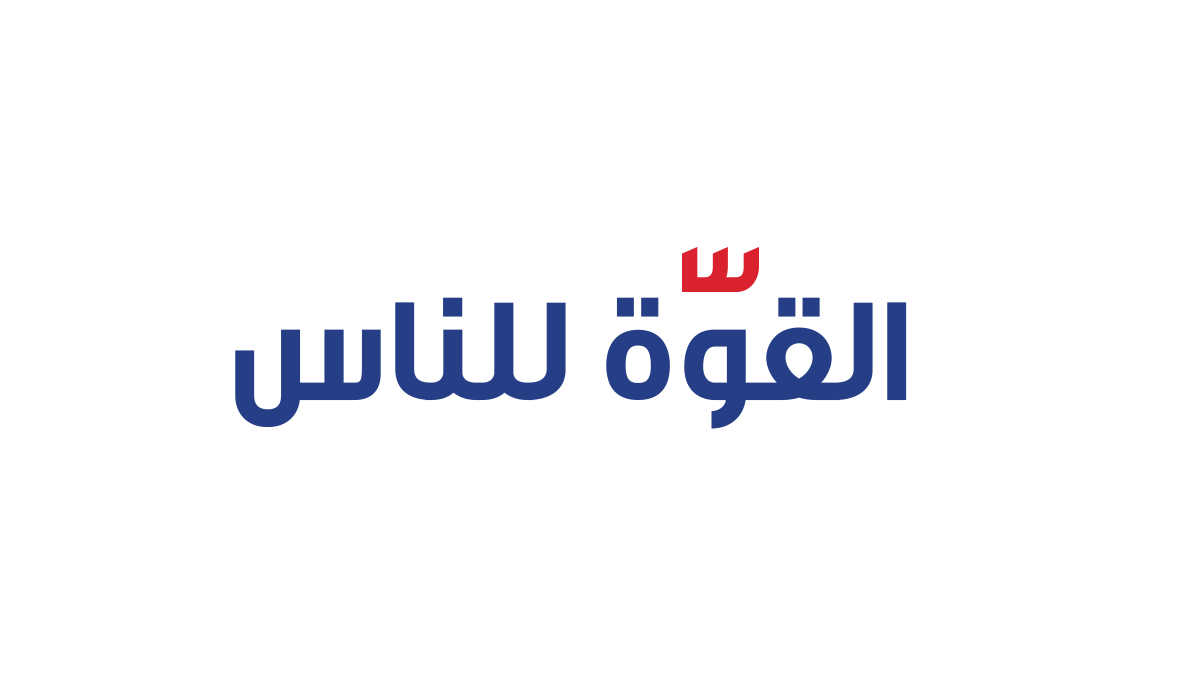
الشعار الرئيسي لحقي: "القوة للناس"

لا يؤيد "لحقي" عقيدة أيديولوجية معينة، ولا يدافع عن أي نظام اجتماعي مثالي، فإن الحركة "تقدم نهجاً تقدمياً يفهم الواقع ويعمل بأسلوب ديناميكي وتشاركي مع الناس لرسم المسار". إن خطاب "لحقي" وممارساته مستوحى من مجموعة واسعة من الحركات، ويتم قبول التنوع الأيديولوجي بين الأعضاء من قبل المنظمة كجزء صحي وضروري من الممارسة السياسية.
يمكن ربط خطاب لحقي بالشعبوية اليسارية. الشعار الأكثر استخدامًا للحركة هو "السلطة للشعب"، وغالبًا ما يدور خطابها حول التناقض بين مصالح الأغلبية الساحقة من الناس، ومصالح الطبقة الحاكمة، والتي غالبًا ما يطلق عليها اسم "الأوليغارشية"؛ وتقع المجموعة على الجانب الأيسر من الطيف الأيديولوجي في معظم مواقفها، بما في ذلك فيما يتعلق بالعدالة الاقتصادية، والحقوق الجنسية والتجنيس، وحقوق اللاجئين والمهاجرين، والسياسة البيئية؛ وفي السياق اللبناني، تدعو الجماعة إلى إنهاء نظام تقاسم السلطة الطائفي من خلال إقامة دولة علمانية، واستبدال شبكات المحسوبية الطائفية بنظام رعاية اجتماعية موثوق، كما تدعو إلى إنشاء هياكل عادلة ولامركزية للإدارة الاقتصادية، بما في ذلك تعاونيات العمال والمزارعين، وقد شارك العديد من أعضائها في مثل هذه المشاريع.
وقد نص "لحقي" في وثيقته السياسية على عدد من القيم والمبادئ السياسية، منها:
- التقاطعية
- تكافل
- العدالة الاقتصادية والاجتماعية
- الديمقراطية الاقتصادية
- اللامركزية السياسية والاقتصادية
- الحق في تقرير المصير السياسي
- التعددية
- المساواة بين الجنسين

## الهيكل وصنع القرار
يختلف "لحقي" عن معظم التنظيمات والأحزاب السياسية التقليدية في البنية التي اعتمدها، حيث لا يوجد تسلسل هرمي بين الأعضاء، وليس للحركة أمين عام أو رئيس، ولا تقودها أي لجنة تنفيذية أو مركزية. وللجان المنتخبة مهام (بدلا من الصلاحيات)، ويمكن للجمعية العمومية إلغاء أي قرارات تتخذها أي لجنة منتخبة من خلال عريضة داخلية سريعة، يدور هيكل المنظمة حول مجموعات جغرافية وقطاعية ومواضيعية، تسمى "القواعد الشعبية" و"مجموعات العمل"، ولجميع هذه المجموعات الحق في الإدارة الذاتية المستقلة، ولا يوجد أي كيان مركزي للإشراف على عملها. ومع ذلك، مثل اللجان المنتخبة، يمكن إلغاء قراراتها من قبل الجمعية العامة إذا اعتبرت أنها تنتهك قيم أو مبادئ الحركة.
وتشير المجموعة إلى عدد من المبادئ التنظيمية على موقعها الإلكتروني:
- اللامركزية
- التنشئة الشعبية
- الديمقراطية التشاركية المباشرة
- العدالة والتمثيل للنساء والأشخاص ذوي الهويات الجنسية والجنسية غير المعيارية

## أنظر أيضا
- ثورة 17 أكتوبر
- أزمة السيولة
- نزار حسن

## روابط خارجية
- موقع لحقي
- صفحة لحقي على الفيسبوك
- صفحة لحقي على تويتر
- صفحة لحقي على الانستغرام